# Лосєв Юрій Іванович
Ю́рій Іва́нович Ло́́сєв — український фахівець у галузі АСК, доктор технічних наук (1983), професор (1984), заслужений діяч науки і техніки України (2009), академік Академії наук прикладної радіоелектроніки і академії зв'язку.

## Життєпис
1959 року закінчив Харківську артилерійську радіотехнічну академію, де й лишився працювати.
Протягом 1990—2011 років — професор кафедри АСК, від 2011-го — старший науковий співробітник науково-дослідної установи. Одночасно в 1991—2008 роках — професор кафедри телекомунікаційних систем Харківського університету радіоелектроніки, від 2008 — професор кафедри теоретичної і прикладної системотехніки Харківського університету.
Наукові дослідження професора Лосєва пов'язані із проблемами передачі інформації в АСК.
У своїх дослідженнях щодо теорії і практики управління складними комп'ютерними мережами
- довів можливість використання радіолокаційних адаптивних пристроїв компенсації перешкод у засобах зв'язку,
- знайшов вирішення проблеми синхронізації та стійкості мереж обміну даними.

### Серед робіт
- «Передача інформації в автоматизованих системах управління», 1971
- Гойхман Эммануил Шлемович , Лосев Юрий Иванович. Передача информации в АСУ. — Москва : Связь, 1976. — 280 с. — 13000 прим.
- «Адаптивна компенсація перешкод в каналах зв'язку», 1988,
- «Основи теорії передачі даних», 1992
- «Радіоелектронні системи. Основи побудови та теорія», 1998, 2007
- «Математичні основи теорії телекомунікаційних систем», 2006
- «Аналіз системи масового обслуговування з пріоритетами із врахуванням фрактальності трафіку», 2006,
- «Методи та моделі обміну інформацією в розподілених адаптивних обчислювальних мережах з часовою параметризацією паралельних процесів», монографія, 2011 — співавтори — Сергій Іванович Шматков, Кирило Маркович Руккас.
- «Дослідження та застосування в системах захисту інформації кореляційного критерію подібності графічних структур», 2014, співавтори Прилепський Євген Дмитрович, Рубан Ігор Вікторович